# Caspar Enders
Caspar Enders (* 30. Dezember 1797 in Neuhof (bei Fulda); †  5. Mai 1875 ebenda) war ein deutscher Gast- und Landwirt und Mitglied der Landstände des Großherzogtums Hessen.

## Leben
Caspar Enders wurde als Sohn des Nikolaus Enders und dessen Ehefrau Anna Maria Hamits geboren. Er betrieb in seinem Heimatort Opperz, Gemeindeteil von Neuhof/Fulda, eine Land- und Gastwirtschaft. In den Jahren von 1839 bis 1841 hatte er ein Mandat für die 2. Kammer der kurhessischen Ständeversammlung (7. Landtag).
1852 kam er erneut in das Parlament, wo er als Oppositioneller für den Wahlkreis Fulda (Land) tätig war und bis 1854 innehatte.